# Stará horní němčina
Stará horní němčina (stará hornoněmčina, zkratkou sthn., něm. Althochdeutsch, zkratkou Ahd.) je první vývojová fáze němčiny, respektive hornoněmeckých dialektů datovaná přibližně roky 500 (750) až 1050, což zhruba odpovídá ranému středověku. Stará hornoněmčina navazuje na z velké části pouze rekonstruovanou pragermánštinu. Na starou horní němčinu navazuje střední horní němčina.
Stará horní němčina je spojena s tzv. druhým posouváním hlásek (probíhalo v 5. až 9. století), které odlišilo hornoněmčinu od zbytku západogermánských jazyků. V prvním období, zhruba do poloviny 8. století, byl jazyk doložen pouze v některých sporadických zápisech (často ještě ne v latince, ale např. ve starším futharku), teprve od této doby je jazyk již doložen na ucelených textech v latince. Konec staré horní němčiny představovalo zjednodušování různých samohlásek na prosté /e/ v 11. století.

## Vzorový text

### Všeobecná deklarace lidských práv
| stará horní němčina | Alle menniscon sint frī unti gilīh ana wirdī unti rehten giboran. Siu sint mit fernumeste unti giwizzani giōtag unti sculan einandar in them geiste ther bruoderscaf bigaganen. |
| česky               | Všichni lidé se rodí svobodní a sobě rovní co do důstojnosti a práv. Jsou nadáni rozumem a svědomím a mají spolu jednat v duchu bratrství.                                      |